# Тогіак (затока)
Затока Тогіак затока в американському штаті Аляска. Вона простягається на південний захід від річки Тогіак до острова Гагемейстер і на схід на 40 км від Тонг-Пойнт до гирла річки Негуктлік. Довжину затоки складає 30 км.
У 1930-х роках затока Тогіак була ідентифікована шахтарями з затоки Гудньюс-Бей як територія, яка, можливо, є рудоносною. Очевидно, до вересня 1937 року там було подано понад 3000 заявок. У 1990-х роках у затоці був найбагатший вилов оселедця на Алясці. Вона був відкритий для відвідувачів для риболовлі.